# ナザ
ナザ・グループ・オブ・カンパニーズ（Naza Group of Companies ）は1974年に設立された、自動車関連事業と都市開発を中核ビジネスとするマレーシアの企業グループである。
近年は韓国・起亜自動車の車種を製造・販売しており、国産車メーカーの認定を受けている。ただし、プロトンやプロドゥアとは異なり国策で設立された自動車メーカーではない。キアの車種はナザブランドのものも含めてナザ・キア社によって販売が行われる。
2006年には自社ブランドを強化する狙いで、中国・哈飛汽車の小型車「路宝」をベースとするナザ・ステラ（のちにフォルツァと改名）やプジョー・206のリバッジ車であるナザ・206ベスタリの製造を開始し、ナザ・コーポレーションを設立して販売を行っていたが、このビジネスは成功を収めることができず短命に終わった。
2008年5月2日、創業者のナシムディン・アミン会長兼CEOが肺ガンのため54歳で死去。次男のナサルディン・ナシムディンが25歳で会長およびCEO職を引き継いだ。

## 中核ビジネス
- 自動車
  - ナザ・オートモーティブ・マニュファクチュアリング（Naza Automotive Manufacturing Sdn Bhd ） - 国産車の製造
  - ナザ・バイク（Naza Bikes Sdn Bhd ）
  - ナザ・モーター・トレーディング（Naza Motor Trading Sdn Bhd ）
  - NZホイールズ（NZ Wheels Sdn Bhd ） - メルセデス・ベンツ
  - ナザ・ホイールズ（Naza Wheels Sdn Bhd ） - マツダ
  - ナザ-ブラバス・モーター（Naza-Brabus Motor Sdn Bhd ） - ブラバス
  - ナザ-ハーマン・モーター（Naza-Hamann Motor Sdn Bhd ） - ハーマンモータースポーツ
  - ナシム（Nasim Sdn Bhd ） - プジョー
  - ナザ・キア（Naza Kia Sdn Bhd ） - 起亜自動車
  - ナザ・クエスト（Naza Quest ） - シボレー
  - ナザ・コーポレーション（Naza Corporation Sdn Bhd ） - 自社ブランド車販売
  - ネクスト・バイク（Next Bike Sdn Bhd ） - ドゥカティ他
  - ナザ・マリーン（Naza Marine Sdn Bhd ） - シードゥー
  - エル・ヒョースン・バイク（El Hyosung Bikes Sdn Bhd ） - S&Tモータース
  - ナザ・メカール（Naza Mekar Sdn Bhd ） - プロドゥアディーラー
  - ナザ・バイカーズ・ドリーム（Naza Bikers Dream Sdn Bhd ）
- 都市開発・ホテル
  - TTDI Development Sdn Bhd
  - ナザ・ホテル・マレーシア（Naza Hotels Malaysia ）
  - ハワードジョンソンホテル（Howard Johnson, Torrance, LA ）
  - クラウンプラザホテル（Crown Plaza Hotel, San Pedro, LA ）

## 生産車種

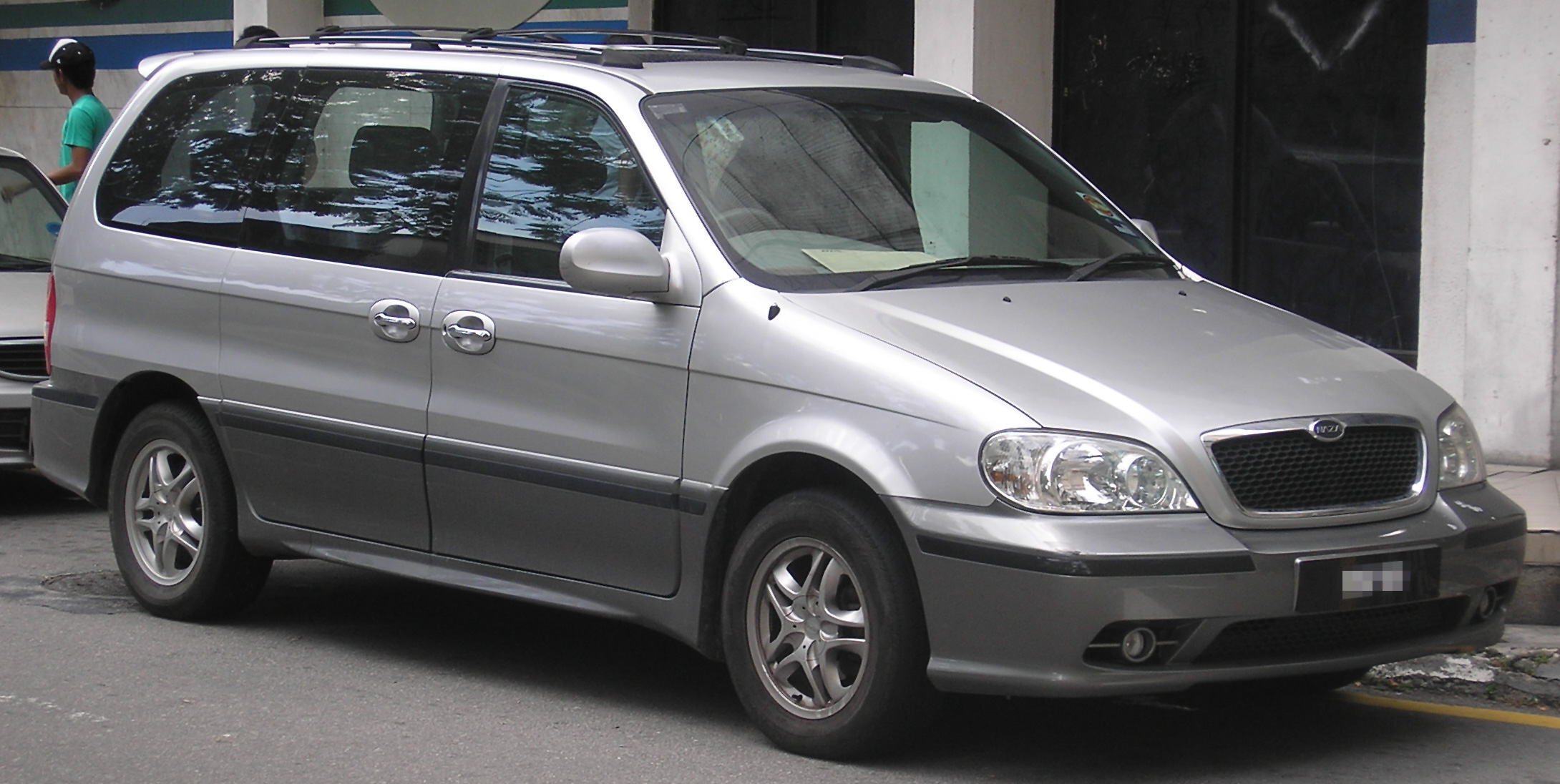
ナザ・リア

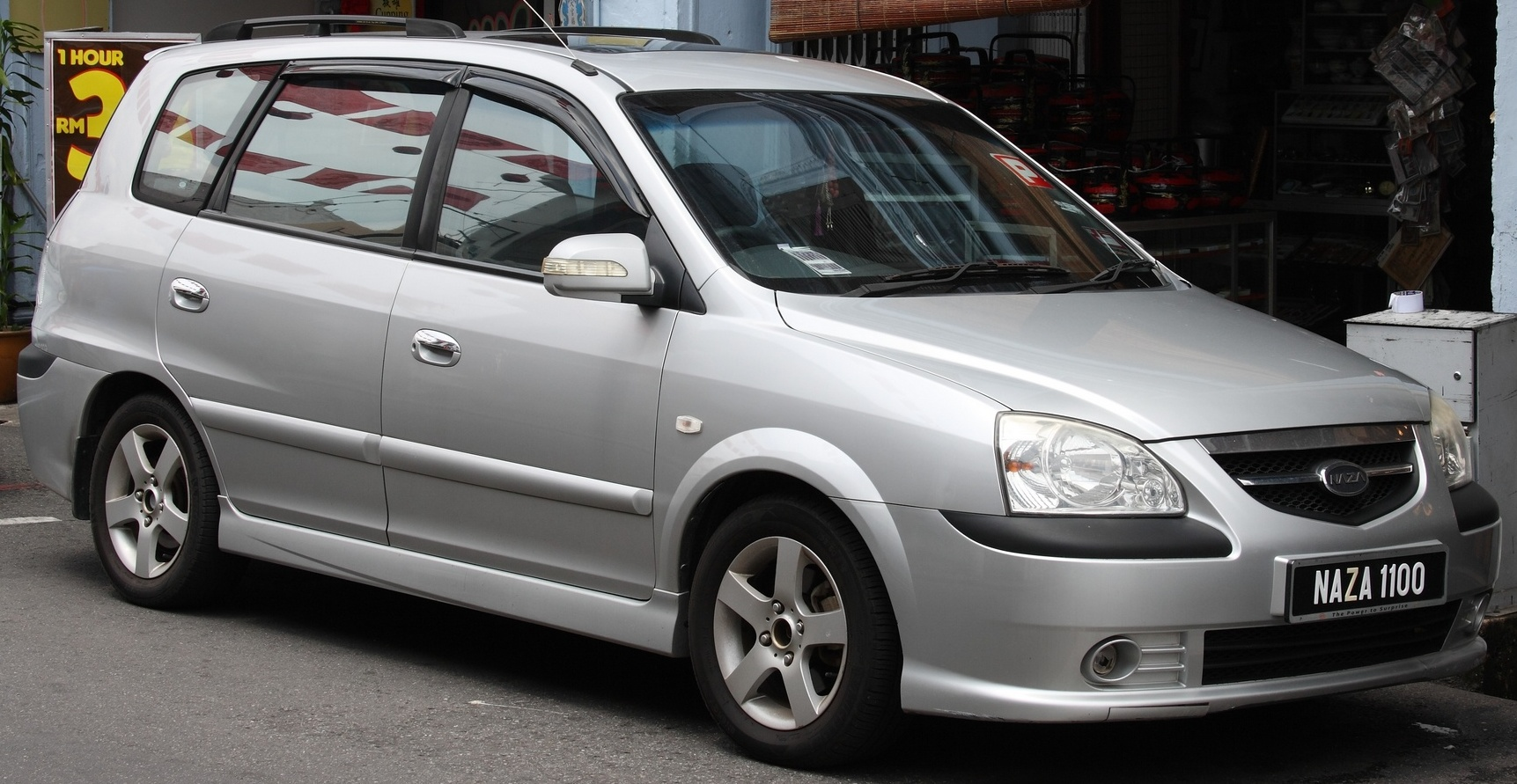
ナザ・チトラ

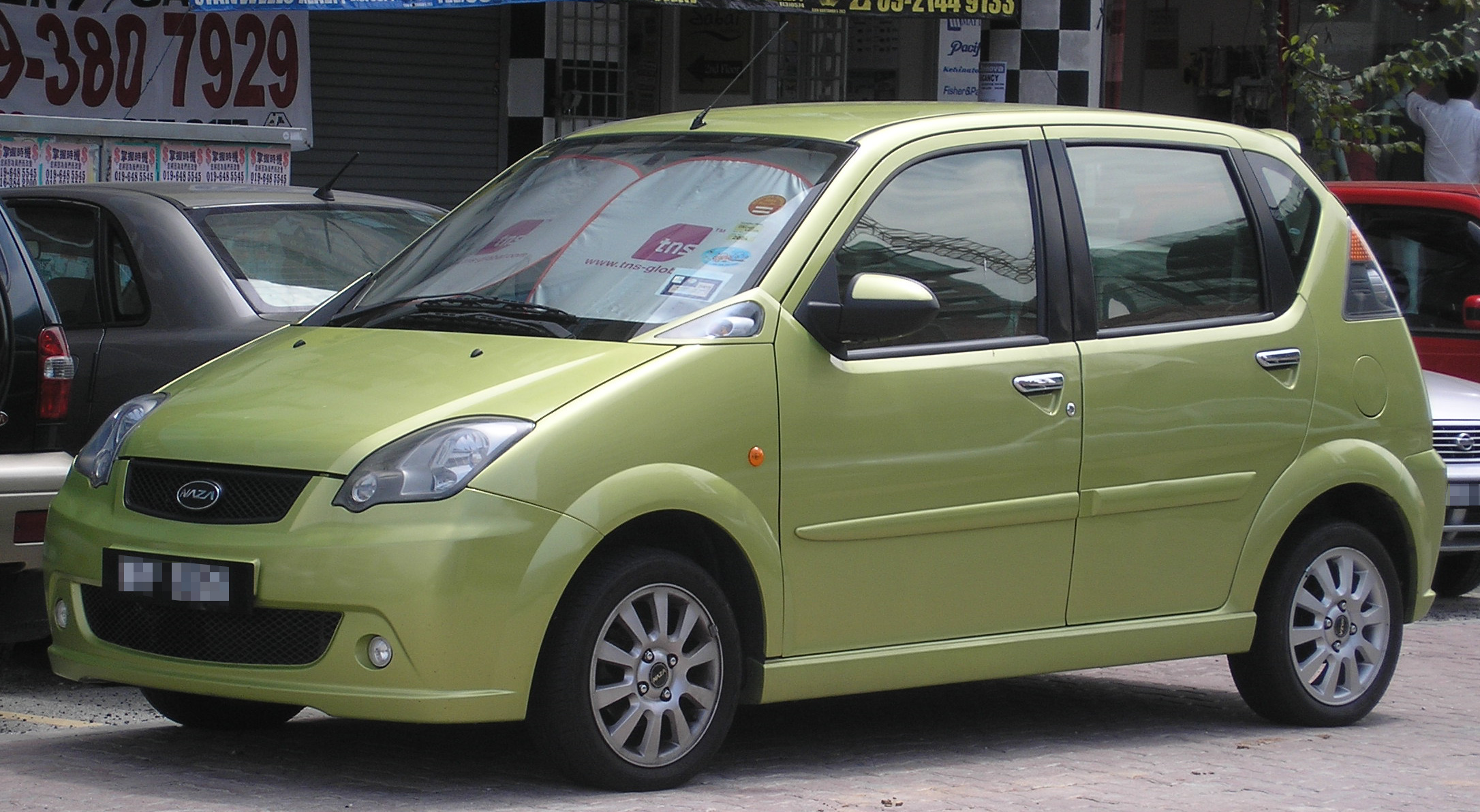
ナザ・ステラ

キアとプジョーの車種がケダ州グルンのナザ・オートモーティブ・マニュファクチュアリング (NAM) によって製造が行われている。なお、現在はナザのバッジが付けられている車種は存在しない。
現行
- キア・リオ
- キア・フォルテ
- キア・スポーテージ
- キア・ソレント
- キア・プレジオ
- プジョー・308
- プジョー・408
- プジョー・508
- プジョー・3008

製造終了
- ナザ・スリア/ピカント（SA型）
- ナザ・リア（GQ型）
- ナザ・チトラ（RS型）
- ナザ・チトラⅡロンド（UN型）
- ナザ・ソレント（BL型）
- キア・スペクトラ
- キア・オプティマ（MS型）
- ナザ・ステラ/フォルツァ
- ナザ・206ベスタリ
- プジョー・207セダン
- プジョー・407